# エイノ・パヌラ
エイノ・パヌラ（Eino Viljami Panula, 1911年3月10日 - 1912年4月15日）は、フィンランド生まれのタイタニック号乗客である。彼は生後13ヶ月のときに、母親や兄たちなどとともに父親の待つアメリカ合衆国へ移住するためにタイタニック号に乗船した。4月15日にタイタニック号は事故に遭い、エイノを含む一行全員が死亡した。エイノは2002年に行われた鑑定において、タイタニック号の犠牲者の1人である「身元不明児」（The unknown child）と同定されたが、2007年の再鑑定によって否定されている。

## 生涯
エイノ・パヌラは、1911年に当時ヴァーサ州に属していたイリハルマで誕生した。父ユハ（Juha Juhonpoika Panula）と母マイヤ（Maija Emelia Abrahamintytar Panula、1870年12月1日生、タイタニック号の事故当時41歳）は1892年2月14日に結婚し、8人の子をもうけたが、そのうち3人は幼いうちに亡くなっていた。パヌラ夫妻は1893年に一度アメリカ合衆国に移民し、ミシガン州に定住した。ただし、パヌラ一家は1910年に1度フィンランドに帰国している。  
後にパヌラ一家は、改めてアメリカ合衆国へ移民することを決めた。父ユハはペンシルベニア州ワシントン郡コールセンター（en:Coal Center, Pennsylvania）に先発し、マイヤと5人の子供たちはその後を追ってアメリカ合衆国に出発することになった。1912年2月、マイヤは義弟に農場の権利を6,500マルッカ及び400マルッカの現金払いで売却した上で、全財産を持って子供たち5人の他に近所に住んでいたスザンナ・リーヒヴオリ（Susanna Juhantytär "Sanni" Riihivuori、1889年4月23日生、事故当時22歳）という若い女性を伴ってイリハルマを出発した。
マイヤはコールセンターまでの汽車代を含む船賃を163マルッカ支払い、一行は1912年4月10日にイングランドの港町サウサンプトンからタイタニック号に乗船した。ホワイト・スター・ラインでは、3等の船客を性別と年齢によって船首部分のキャビンと船尾部分のキャビンに区別して乗船させていた。3等の船客だった一行の中で、パヌラ家の年長の兄弟2人（16歳のエルネスティと15歳のヤーッコ）は船首部分に乗船した
。マイヤとスザンナ、7歳のユハ、2歳のウルホ、生後13か月のエイノは船尾部分のキャビンに乗船した。
船尾のキャビンでは、マイヤたちはアンナ・トゥルヤ（Anna Sofia Turja、1893年6月8日生、事故当時18歳）という若い女性と同室を割り当てられた。アンナは一行と同じフィンランドの出身で、オハイオ州アシュタビューラに住む彼女の異母姉のところへ働きに行く途中であった。
アンナの証言によると、4月14日の深夜にタイタニック号が氷山に衝突したとき、その衝撃で彼女は目を覚ました。最初アンナは、この衝撃はエンジンの不調によるものかと考えていた。やがて船首のキャビンからエルネスティかヤーッコのどちらか1人が船尾まで駆けつけてきて、同室者を起こして暖かい服装と救命胴衣の着用を勧めた上で「起きて!そうしないとすぐに海の底だよ!」とせきたてた。アンナ自身はこの事態に怯えることはなかったが、他の同室者は何人か気を失っていたという。アンナは1度は甲板まで出たものの、キャビンに引き返してみると眠いとむずかって泣いている子供たちの着替えをさせているマイヤの姿が目に入った。
事故の混乱の中で、マイヤは幼い息子たちのうち数人を見失ってしまった。アンナが再びマイヤを甲板で見かけたとき、彼女は泣き崩れていた。マイヤは動揺しきっていて、「ここから生きて帰れないの」、「私たちみんな溺れ死ななければいけないの」と言い続けていた。それは、かつてパヌラ家の幼い娘エンマが10歳にもならないうちにフィンランドで溺れ死んだ過去の意味を含んでいた。アンナは15番の救命ボートで脱出することができた。しかし、パヌラ一家とスザンナはタイタニック号とともに行方不明となった。

## 死後
事故発生後、カナダのノヴァスコシア、ハリファックスのホワイト・スター・ライン代理店A・G・ジョーンズ・アンド・カンパニーは遭難者の捜索と遺体収容を目的として、ケーブル敷設船マッケイ＝ベネット号（en:CS Mackay-Bennett）を雇いあげた。捜索初日は風が強く海が荒れたが、それでも51体の遺体を収容することができた。4月26日にはもう1隻のケーブル敷設船ミニア号が現場に到着し、両船は共同で捜索を行った。マッケイ＝ベネット号は事故現場で190体の遺体を収容したが、その段階で収容能力が限界に達した。マッケイ＝ベネット号は収容した遺体の一部を水葬した後に、ハリファックスに帰港した。
捜索初日に収容された遺体の中に、金髪の幼い男児1名がいた。この男児は、捜索開始から4番目に海中から引き揚げられた。収容当時の記録には、男児について次のように記載されている。
NO.4 男性 推定年齢2歳 頭髪 金髪 服装 灰色の上着に毛皮の襟とカフス、茶色のサージ製フロック、ペチコート、フランネルの服、ピンクのウール製肌着、茶色の靴と靴下 これ以上の特記事項なし。恐らく3等乗客。
男児を発見したマッケイ＝ベネット号の船員たちを始め、ハリファックスの人々もこの幼い犠牲者に深い同情を寄せた。男児が身元不明で引き取り手が現れないことが知れ渡ると、ハリファックスの住民たちから葬儀費用提供の申し出が何件もあった。最終的に男児の葬儀は、マッケイ＝ベネット号のＦ・H・ラードナー船長と船員たちによって執り行われた。ラードナー船長と船員たちは費用を出し合って、男児をハリファックスのフェアヴュー墓地（en:Fairview Cemetery, Halifax, Nova Scotia）に埋葬した。
タイタニック号の事故で犠牲になった子供たちは、1人を除いてみな3等に乗船していた。イギリスの事故査問委員会の調査によれば、1等乗客の子供6人のうち5人、2等乗客の子供24人は全員が生き残ったのに対して、3等乗客の子供たち79人のうち生存者はわずかに27人のみであった。
2002年以前には、（この2002年という年は、誤った身元鑑定結果が出ていた時期である）男児は「身元不明児」（The unknown child）と呼ばれていた。この子の身元については、事故で死亡した3等乗客の中で条件が一致する5名の子供（生後5か月から2歳までの金髪の男児）のうちの1人ではないかと推定されていた。フリーランス・ライターで古文書収集家のダニエル・アレン・バトラーはその著『不沈 タイタニック 悲劇までの全記録』（1998年）の中で、「身元不明児」についてスウェーデン生まれのイェスタ・レナード・ポールション（Gösta Leonard Pålsson、1910年1月3日生、事故当時2歳3か月）ではないかと見なしていた。
タイタニック号事故の犠牲者で遺体が収容された人々のうち、身元不明者の確認の試みは21世紀になっても続いていた。2002年になって、アメリカ合衆国の放送局PBSはテレビの連続番組『Secrets of the Dead』（en:Secrets of the Dead） において「身元不明児」を取り上げた。身元調査のために3本の歯と風化した骨片が使用された。DNA検査の結果、エイノの母親の姉妹の孫にあたる女性との血縁関係があるとされて「身元不明児」はエイノ・パヌラであると報道された。
しかし、カナダのレイクヘッド大学（en:Lakehead University）の研究者たちが、ミトコンドリアDNAの分子配列での鑑定法を発見し、「身元不明児」とパヌラ一族のDNA分子配列が一致しないことが判明した。DNAは再度抽出され、シドニー・レスリー・グッドウィン（1910年9月9日生、事故当時生後19か月）の当時生存していた母方の縁者の協力を得て再鑑定された。そして、「身元不明児」はシドニー・レスリー・グッドウィンであると、2007年7月30日に結果が報道された。